# Spodnji Ključarovci
Spodnji Ključarovci – wieś w Słowenii, w gminie Ormož. 1 stycznia 2018 liczyła 282 mieszkańców.